# Museum of Domestic Design and Architecture
Das Museum of Domestic Design & Architecture (MoDA) war ein Designmuseum in London.

## Geschichte
Das Museum of Domestic Design & Architecture wurde im Jahr 2000 im Cat Hill Building eröffnet. Es gehört zur Middlesex University und befindet sich seit 2011 auf dem Hendon Campus im Stadtbezirk London Borough of Barnet. Es beherbergt eine bemerkenswerte Sammlung an dekorativer Hauskunst des 19. und 20. Jahrhunderts. Es hatte regelmäßige Öffnungszeiten von Dienstag bis Sonntag.
Aufgrund von finanziellen Problemen der Universität wurde die Miete des Hendon Campus nach 2026 nicht verlängert. Dies hat zur Folge, dass das Museum bereits zum Beginn des akademischen Jahres 2023/24 für Besucher geschlossen wurde und im Juni 2024 den Betrieb vollständig einstellen soll. In einem Statement beklagte die Design History Society fehlende Mittel für Kunst und Museen.

## Sammlungen
Den Grundstock des Museums bildete die Silver Studio Collection, die über 20.000 Designs für Möbel, Teppiche und Tapeten umfasst. Sie entstammt dem 1880 gegründeten Designstudie Silver Studio, das 1966 aufgelöst wurde und von der Universität erworben wurde. Das Arts Council England misst der Sammlung nationale Qualität und Bedeutung beigemessen und hat sie in die Liste der Distinct Designated collections aufgenommen.
Zudem gibt es eine Sammlung aus dem Nachlass des Designers Charles Hasler, der unter anderem während des Zweiten Weltkriegs für das Informationsministerium arbeitete. In der Domestic Design Collection befindet sich vor allem Printmaterial von 1870 bis 1960 mit einem Fokus auf die Entwicklung der Vororte Nordlondons.
Das Museum hatte eine Sammlung von Tagebüchern und Architekturbüchern aus dem Besitz von James Maude Richards, die sie im Rahmen der Schließung im Februar 2024 zurückgab.